# Мы хороним мёртвых
«Мы хороним мёртвых» (англ. We Bury the Dead) — триллер режиссёра Зака Хилдича. Главную роль в нем исполнила Дэйзи Ридли. Мировая премьера фильма «Мы хороним мертвых» состоялась на кинофестивале в Аделаиде 1 ноября 2024 года.

## Сюжет
Когда военный эксперимент уничтожает жителей Тасмании, отчаявшаяся женщина присоединяется к «отряду по извлечению тел» в надежде найти своего мужа живым, но её поиски усложняются, когда трупы, которые она хоронит, начинают подавать признаки жизни.

## В ролях
- Дэйзи Ридли — Ава Ньюмен
- Брентон Туэйтес

## Производство
В октябре 2023 года стало известно, что в разработке находится триллер под названием «Мы хороним мёртвых», режиссёром и сценаристом которого стал Зак Хилдич, а главную роль исполнит Дэйзи Ридли. Основные съёмки начались 19 февраля 2024 года в Австралии. Марк Коулз Смит и Брентон Туэйтс присоединились к актёрскому составу фильма в нераскрытых ролях. Съёмки завершились 26 марта 2024 года.